# ザ・ラーニング・チャンネル
TLC（旧名：ザ・ラーニング・チャンネル、The Learning Channel）はアメリカのケーブルテレビチャンネルであり、ワーナー・ブラザース・ディスカバリーで運営されている。

## 歴史
1972年にザ・ラーニング・チャンネルとして開局。チャンネルの大部分は自然、科学、歴史、時事、医療、テクノロジー、料理、家庭といった番組を中心に展開されていた。最近では英国放送協会（BBC）制作の番組も放送されており、2007年9月からはハイビジョン放送がスタート。2008年以降、ミス・アメリカの放送が決まっており、リアリティ番組も力を入れている。